# 超壕機 TG
超壕機 TG（ちょうごうき TG）とは、大日本帝国陸軍が、戦車壕を迅速に越えるために開発研究した工兵用の特殊車両である。

## 概要
日本陸軍は長年ソ連赤軍を仮想敵とし、研究を行っていた。ソ連・満州国境の陣地に設置される幅7mの対戦車壕を突破することも研究されており、この用途に装甲作業機が整備された。これにはトーチカ爆破、障害撤去、地雷処理、壕の掘削、架橋などの機能が求められた。
ただし装甲作業機は機動力が低く機甲部隊に追従できなかった上、万能にしてそれぞれ能力が不足しているという欠点があった。そこで九七式中戦車をベースに機能を特化した車両が新たに求められた。これが超壕機（TG機)である。
昭和18年に1輌が製作されたが、試験運用にとどまり部隊配備はされなかった。

## 構造
超壕機の車体は九七式中戦車のものを用いている。
本車に搭載された超壕装置は、鋼製の橋を火薬の力によって打ち出し、壕に架橋するものであった。火薬式カタパルトは萱場工業が生産した。萱場工業は飛行機射出用のカタパルトを生産しており、技術的蓄積からこの要求に応えられた。戦車橋は幅2.4m、長さ9m、重さは1.98tであった。
カタパルトの利点としては迅速に架橋でき、作業中の被弾や敵の肉薄攻撃を受けにくかった。また当時の日本の工業力では、装甲作業機の装備するウィンチ作動の二折式の仮設橋がうまく開かない恐れがあった。ただしカタパルトの欠点は、戦車の小さな視界からでは正確な投射が難しく、ある程度の熟練を要する点であった。投射距離は約10mであった。
カタパルトの機構は車内にすべて収められた。このため架橋に際し、装置に被弾する恐れが減り、また搭乗員が外に出て作業する必要はなかった。カタパルトは発射機起圧筒に収められた推薬を燃焼させ、この燃焼ガスを作動筒が受けて伸長し、作動筒に押された支持椀が45度程度回転、滑車を介してワイヤーを引き、力を増幅して後部の鉤へ伝達、戦車橋を投げるという構造である。燃焼ガスは作動筒が予定の距離を滑動すると、排気管が開かれて排気された。推薬には筒状で直径約110mmの黒色火薬を用いた。燃焼の効率化と一定化のため、内径18mmの穴が開かれている。信管には九〇式野砲のものを用いた。推薬は1.1kgのものを10個搭載する予定であった。発射装置全体の重量は700kg程度であった。
本車は戦車とともに不整地を走り回るため、戦車橋を頑丈に納めておく器具が必要であった。これが離脱機である。戦車橋前部につけられたワイヤーを、ばねの仕込まれたボルトの固定鉤に掛けて固定した。発条ボルトは400kgのテンションをワイヤーにかけ、戦車橋と車体を固定した。これは投射の力で自動的に解除された。
戦車橋を車体上部へ搭載するため、ウィンチと巻揚機が装備されていた。巻揚機も車内に装備され、巻揚動力はエンジンから分配された。搭載は人力によらず、5分程度を要した。
本車は、密閉運行状態で一時間走らせると車内温度が57度に達した。大気温度が34度という条件であったが、当時の戦車の住環境の一端を知ることのできるデータである。乗員は相当な疲労を強いられた。
超壕機の発射試験は順調に進み、実地に対戦車壕に投射して成功、実用できるほどの成果が得られた。また不整地で戦車に追従して走行し良好な結果を得た。機動力と架橋性能を満たしたが、量産には至らなかった。